# Cyrtodactylus aurensis
Cyrtodactylus aurensis es una especie de gecos de la familia Gekkonidae.

## Distribución geográfica
Es endémica de Aur, en el archipiélago de Seribuat (Malasia Peninsular).